# Bálint Mantskovits
Bálint Mantskovits (en hongrois Mantskovits Bálint), né en Pologne à une date inconnue et mort fin 1596 à Vizsoly, est un imprimeur hongrois d'origine polonaise. Il est connu pour avoir imprimé la Bible de Vizsolyi.

## Biographie
Bálint Mantskovits (Mantskovit, Manczkovit, Valentinus, Farniola) quitte la Pologne pour la Hongrie à l'invitation de Péter Bornemisza qu'il sert comme contremaître dans son imprimerie à Sempt, puis à Detrekő.
Après la mort de Bornemisza, aidé par de nobles mécènes, il rachète le matériel de l'imprimerie, puis s'installe en 1585 à Galgóc, où son atelier se développe considérablement. Les caractères avec lesquels il composera la Bible de Vizsolyi y sont déjà utilisés. Il existe plusieurs indices indiquant que Manskovits a été contacté à Galgóc bien avant 1588 pour l'impression de la Bible, et une partie des préparatifs d'impression y ont peut-être déjà eu lieu. Après trois années passées à Galgóc, il déménage l'imprimerie à Vizsoly en 1588. Son atelier reçoit de nouveaux caractères des Pays-Bas et du papier de Pologne; En 1589-90, il imprime la Bible traduite en hongrois par Gáspár Károli, dite Bible de Vizsoly.